# Nové Město (Moldava)

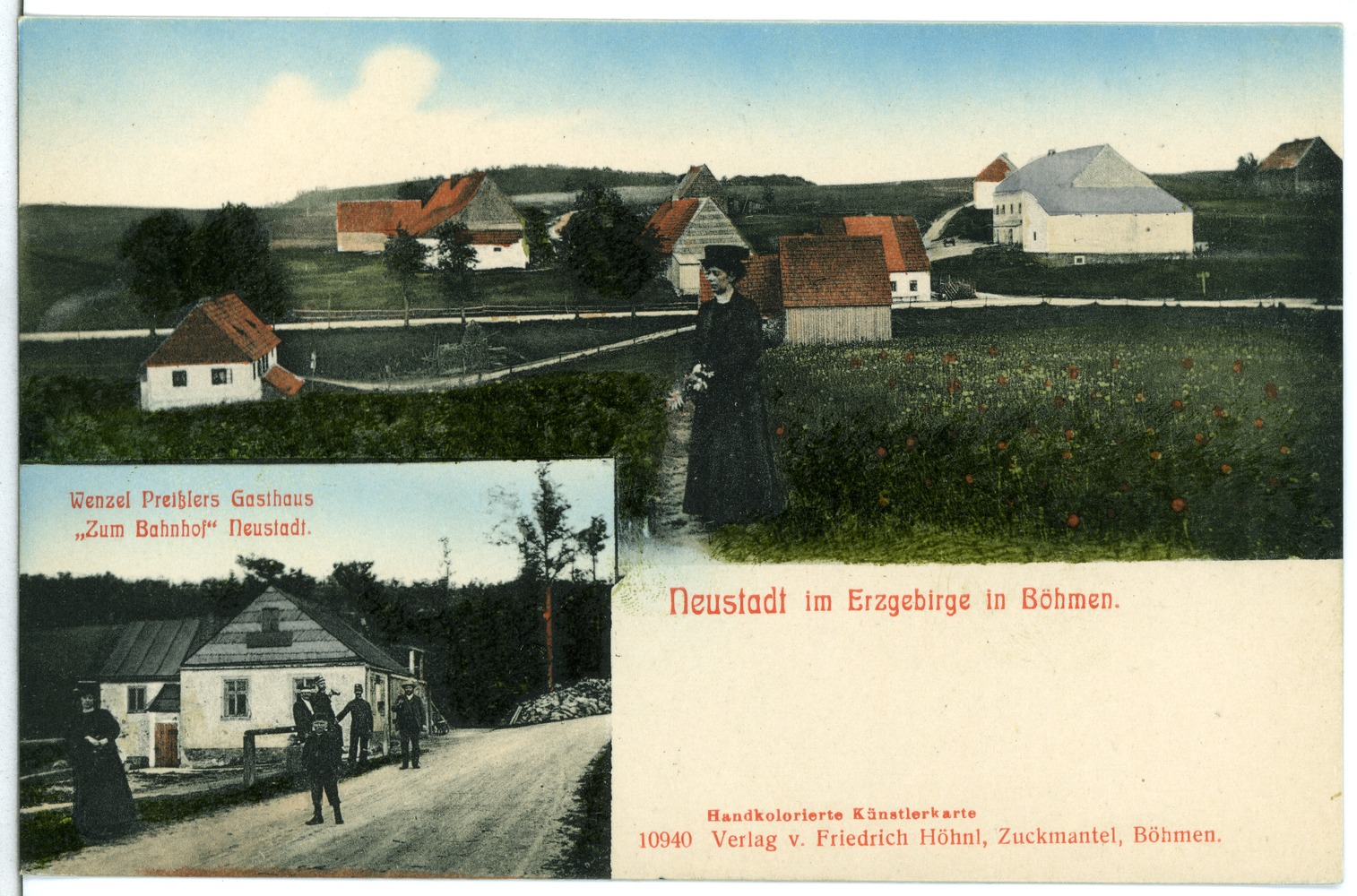
Ortsansicht (1909)

Nové Město (deutsch Neustadt) ist ein Ortsteil der Gemeinde Moldava in Tschechien.

## Geographie

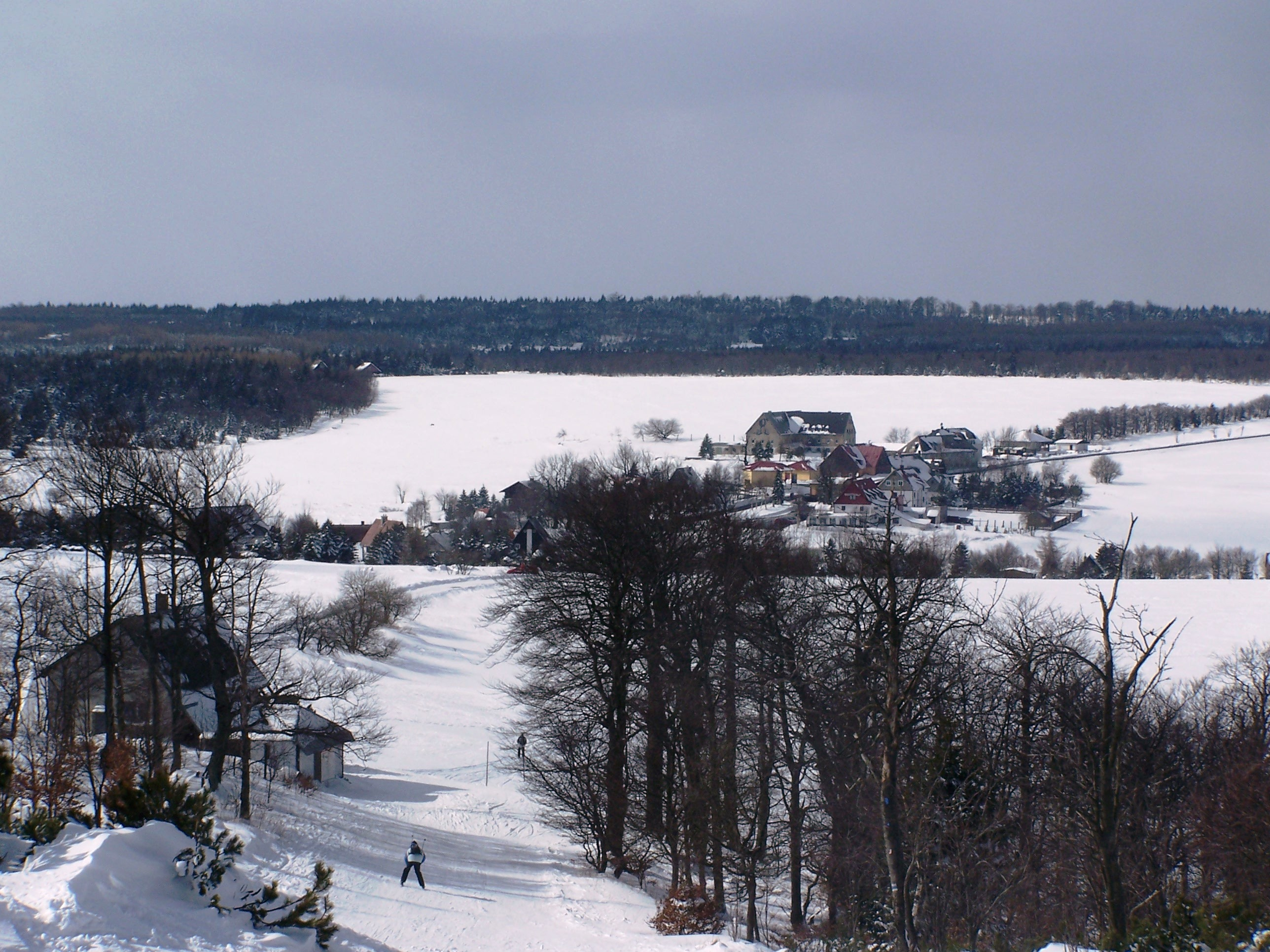
Blick vom Bouřňák auf Nové Město

Nové Město liegt elf Kilometer nordwestlich von Teplice auf dem Erzgebirgskamm am nordwestlichen Fuße des Bouřňák (Stürmer, 869 m) in einer seichten, von der Divoká Bystřice (Wilde Weißeritz) durchflossenen Mulde. Nördlich erheben sich der Sklářský vrch (Glaserberg bzw. Qualberg, 864 m) und der Klínovčík (Keilberg, 836 m), im Nordosten der Pramenáč (Bornhauberg, 909 m), südlich der Hutunk (Hutung, 872 m), im Südwesten der Vrch tří pánů (Dreiherrensteinberg, 875 m), westlich die Rovina (865 m) sowie im Nordwesten der Oldřišský vrch (Walterberg, 878 m). Nördlich des Dorfes verläuft die Bahnstrecke Most–Moldava.
Um Nové Město entspringen mehrere Flüsse und Bäche. Dazu gehören die Divoká Bystřice (Wilde Weißeritz), deren Quellgebiet unmittelbar südwestlich des Dorfes liegt. Gegen Nordwesten befinden sich die Quellen des Flájský potok (Flöha) und des Moldavský potok (Freiberger Mulde). Nordöstlich entspringt der Bouřlivec (Riesenbach) und südlich der Křižanovský potok (Krinsdorfer Bach).
Nachbarorte sind Horní Moldava und Neu-Rehefeld im Norden, Cínovec im Nordosten, Mikulov im Osten, Střelná, Košťany, Hrob und Křižanov im Südosten, Domaslavice, Háj u Duchcova, Osek und Hrad Osek im Süden, Dlouhá Louka und die Wüstung Vilejšov im Südwesten, die Wüstung Mackov im Westen sowie Moldava und die Wüstungen Pastviny und Oldřiš im Nordwesten.

## Geschichte
Die erste schriftliche Erwähnung von Strassburg erfolgte am 25. August 1341 in einer Urkunde des Königs Johann von Luxemburg, der darin Borso von Riesenburg die Anlegung eines neuen Handelsweges von Osegg über Riesenberg, Langewiese, Strassburg und Grünwald nach Rechenberg und Frauenstein in der Markgrafschaft Meißen bewilligte. Durch die Wegezolleinnahme gelangte Strassburg zur wirtschaftlichen Blüte. Die Höhe des Zolls war auf einen Heller pro Person festgelegt, Reiter hatten zwei Heller und Fuhrwerke den doppelten Betrag zu entrichten. Die Zeit der Hussitenkriege führte zum Niedergang des Ortes. Am 26. Juli 1438 erteilte Markgraf Friedrich II. dem Ort das Privileg zur eigenständigen Festlegung des Wegezolls. Der Handelsweg über das Betteleck nach Sachsen verlor am Übergang vom 15. zum 16. Jahrhundert seine Bedeutung, wodurch auch die Zolleinnahmen ausblieben. Endgültig zu Böhmen kam das Dorf zwischen 1537 und 1547 im Zuge der durch König Ferdinand I. bestimmten festen Grenze zwischen dem Herzogtum Sachsen und dem Königreich Böhmen auf dem Gebirgskamm. Im 16. Jahrhundert siedelten sich Bergleute an, die der Siedlung den Namen Neustadt gaben. Der Ort besaß jedoch nie Stadtrechte und erlangte auch nie die Privilegien einer Bergstadt. In der ersten Hälfte des 18. Jahrhunderts entstand die Freiberg-Teplitzer Poststraße als eine Hauptverbindung zwischen Böhmen und Sachsen. Im Theresianischen Kataster sind für Neustadt 33 Häuser, eine Schmelzhütte, eine Mühle und ein obrigkeitliches Jägerhaus ausgewiesen, Besitzer war Ferdinand von Lobkowicz. Zwischen 1793 und 1805 betrieb Joseph Eustachius Horand in Neustadt eine Baumwollspinnerei, die in ihrer Blütezeit bis zu 90 Beschäftigte hatte. Die Weiterverarbeitung des gefertigten Garnes erfolgte in Wernsdorf.
Im Jahre 1831 bestand Neustadt aus 33 Häusern mit 201 deutschsprachigen Einwohnern. Im Ort gab es ein Wirtshaus. Abseits lagen ein Waldbereitershaus sowie an der Weißeritz eine Mahlmühle und eine Brettmühle (Kalkofner Mühle). Haupterwerbsquelle bildete die Waldarbeit. Außerdem wurde Feldwirtschaft betrieben, die jedoch wegen der Höhenlage wenig ertragreich war. Pfarrort war Niklasberg. Bis zur Mitte des 19. Jahrhunderts blieb Neustadt der Fideikommissherrschaft Bilin untertänig.

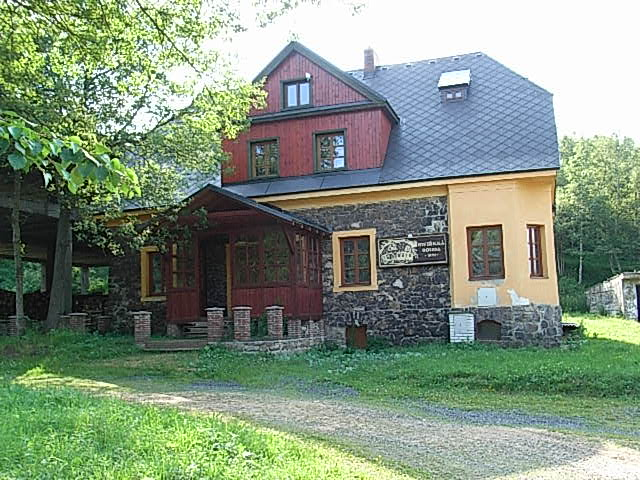
Ehemalige Weißeritzbaude

Nach der Aufhebung der Patrimonialherrschaften bildete Neustadt ab 1850 einen Ortsteil der Stadt Niklasberg im Leitmeritzer Kreis und Gerichtsbezirk Teplitz. In der Mitte des 19. Jahrhunderts entstand in Neustadt eine einklassige Außenstelle der Niklasberger Schule, in der zunächst 23 Kinder unterrichtet wurden. Ab 1868 gehörte das Dorf zum Bezirk Teplitz. Zwischen 1871 und 1884 wurde die Eisenbahnstrecke von Brüx nach Moldau errichtet, die unterhalb von Neustadt am Sattel zwischen Stürmer und Keilberg das Weißeritztal überbrückte. Im Jahre 1885 bestand das Dorf aus 37 Häusern und hatte 187 Einwohner. Zu dieser Zeit besuchten 47 Kinder die Neustädter Schule. Im Jahre 1886 entstand die Gemeinde Neustadt, zu der auch als Ortsteile der Biliner Anteil von Willersdorf (Neudorf) und 24 Häuser von Ullersdorf gehörten. Die Neustädter Schule wurde zu Beginn des 20. Jahrhunderts aufgelöst und die Kinder fortan in Niklasberg unterrichtet. Neudorf und Ullersdorf lösten sich 1922 von Neustadt / Nové Město los und wurden wieder eigenständig. In Folge des Münchner Abkommens wurde die Gemeinde 1938 dem Deutschen Reich zugeschlagen und gehörte bis 1945 zum Landkreis Teplitz-Schönau. Beim Zensus vom 17. Mai 1939 hatte Neustadt nur noch 233 Einwohner. Nach dem Ende des Zweiten Weltkrieges kam Nové Město zur Tschechoslowakei zurück und die deutschböhmische Bevölkerung wurde vertrieben. Eine Wiederbesiedlung gelang nur in geringen Umfang, 1948 wurde Nové Město nach Mikulov eingemeindet. Nové Město blieb weitgehend entvölkert und ein Großteil der dem Verfall überlassenen Häuser wurde später abgebrochen; lediglich acht Häuser blieben erhalten. Im Zuge der Gebietsreform von 1961 wurde Nové Město nach Moldava umgemeindet, jedoch ohne den Status eines Ortsteiles. In der nachfolgenden Zeit wurde Nové Město als Wintersportzentrum ausgebaut, dabei entstanden zahlreiche Ferienhäuser.
Beim Zensus von 2001 lebten in den elf Wohnhäusern von Nové Město 28 Personen. Die Zahl der Ferienhäuser beläuft sich auf etwa 230.
Nové Město ist heute ein Erholungsort und Ausgangspunkt für Spaziergänge zum Bouřňák. Im Winter wird der Ort von Skiläufern aufgesucht. Die im Unterdorf gelegene traditionsreiche Weißeritzbaude (Bystřická Bouda) ist nur noch im Winter bewirtschaftet.

## Entwicklung der Einwohnerzahl
| Jahr | Einwohnerzahl |
| ---- | ------------- |
| 1869 | 222           |
| 1880 | 187           |
| 1890 | 335           |
| 1900 | 346           |
| 1910 | 327           |

| Jahr | Einwohnerzahl |
| ---- | ------------- |
| 1921 | 257           |
| 1930 | 376           |
| 1950 | 268           |
| 1961 | 0             |
| 1970 | 24            |

| Jahr | Einwohnerzahl |
| ---- | ------------- |
| 1980 | 14            |
| 1991 | 4             |
| 2001 | 28            |
| 2011 | 32            |

## Sehenswürdigkeiten
- Chata na Bouřňáku (Stürmerbaude), der für 1 Mio. Kronen errichtete Bau entstand zwischen 1928 und 1930. Die Initiative ging vom Begründer des tschechischen Erzgebirgstourismus, Karel Lím, aus. Das Grundstück stellten die Fürsten Lobkowicz zur Verfügung.
- Naturreservat Buky na Bouřňáku, alter Buchenbestand am Westhang des Bouřňák
- Naturreservat Grünwaldské vřesoviště (Grünwalder Heide), westlich des Dorfes